# Propostira ranii
Propostira ranii är en spindelart som beskrevs av Sunanda Bhattacharya 1935. Propostira ranii ingår i släktet Propostira och familjen klotspindlar. Inga underarter finns listade i Catalogue of Life.